# مقاطعة سانت تشارلز (ميزوري)
مقاطعة سانت تشارلز (بالإنجليزية: Saint Charles County)‏ هي إحدى المقاطعات في ولاية ميزوري في الولايات المتحدة الأمريكية.

## أعلام
- جون كولتر بيتس